# Parides montezuma
Parides montezuma es una especie de mariposa de la familia de los papiliónidos que fue descrita por John Obadiah Westwood, en 1842.

## Distribución
Parides montezuma está distribuida en la región Neotropical y ha sido reportada en México, Costa Rica, El Salvador, Guatemala, Honduras, Belice y Nicaragua.

## Plantas hospederas
Las larvas de P. montezuma se alimentan de plantas de la familia Aristolochiaceae. Entre las plantas hospederas reportadas se encuentran Aristolochia foetida, Aristolochia macrophylla, Aristolochia micrantha y Aristolochia orbicularis.